# Clara Luciani

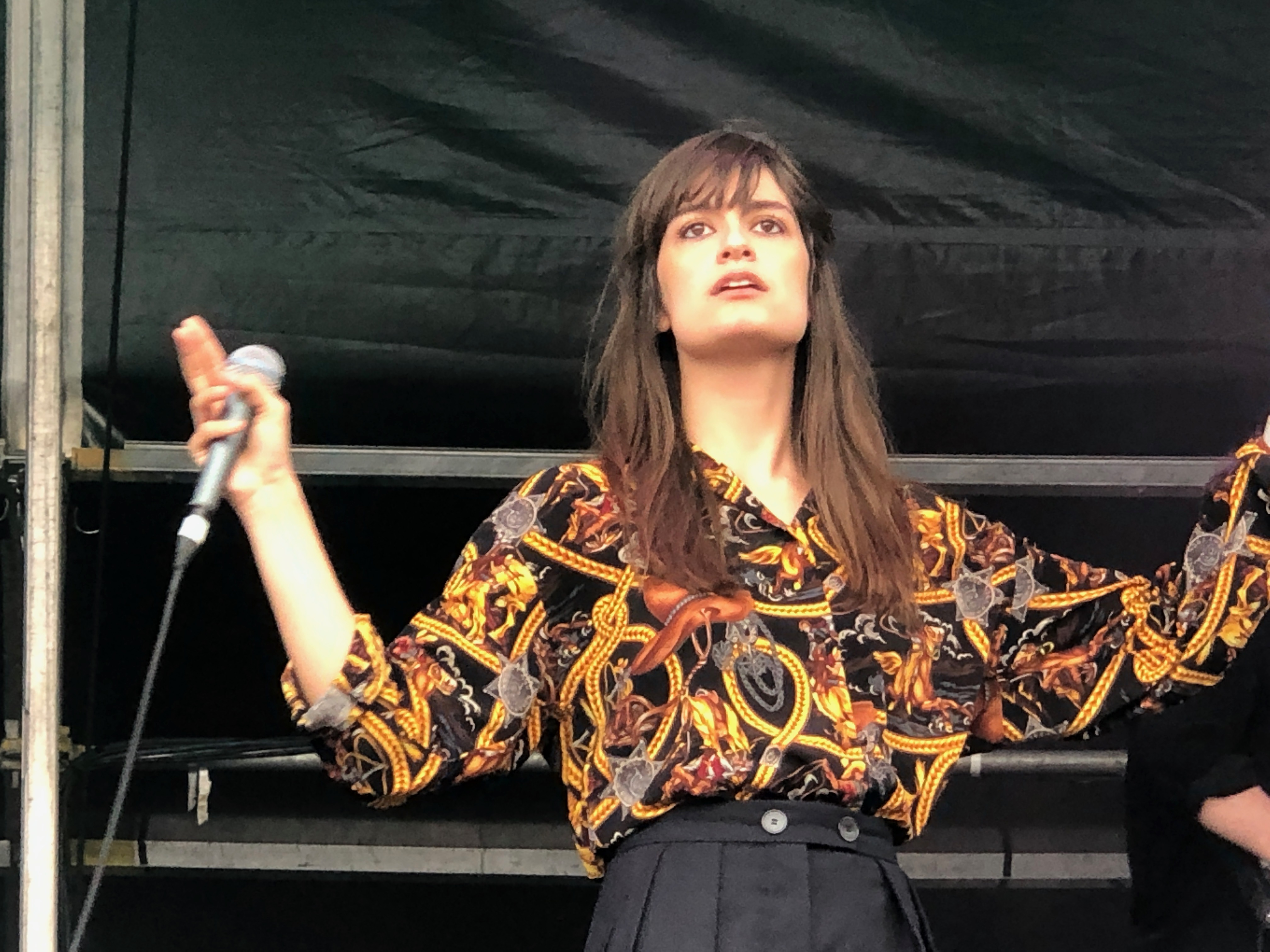
Clara Luciani beim Festival So Frenchy So Chic in Sydney (2019)

Clara Luciani (* 10. Juli 1992 in Martigues) ist eine französische Singer-Songwriterin. Sie wurde mit der französischen Rockgruppe La Femme bekannt, bei der sie auf mehreren Tracks sang.

## Biografie
Clara Luciani wurde am 10. Juli 1992 in Martigues geboren und stammt aus einer korsischen Familie (ihr Großvater, den sie nicht kannte, stammte aus Ajaccio) und wuchs in Septèmes-les-Vallons, einem Vorort von Marseille, auf. Bevor sie von der Musik leben konnte, studierte sie Kunstgeschichte und machte mehrere Gelegenheitsjobs wie Pizzaïolo, Babysitter, Kleiderverkäuferin oder Englischlehrerin.
Im Jahr 2011 traf sie die Mitglieder der Band La Femme, bei der sie eine Zeit lang eine der Frauenstimmen wurde. Sie sang zwei Songs aus dem 2013 erschienenen Album Psycho Tropical Berlin: La Femme und It's Time To Wake Up (2023). Danach verließ sie die Band und formte mit Maxime Sokolinski das Duo Hologram.
In den Jahren 2015 und 2016 begleitete sie den Sänger Raphaël auf der Bühne auf seiner Somnambules-Tournee.
Im Jahr 2017 erschien ihre erste EP, Monstre d'amour. Diese EP wurde mit Benjamin Lebeau (The Shoes) und Ambroise Willaume (Revolver) aufgenommen.
Am 6. April 2018 veröffentlichte Clara Luciani ihr erstes Album Sainte-Victoire mit Einflüssen von Françoise Hardy, Serge Gainsbourg, Nico, Michel Legrand und Paul McCartney.
Am 11. Januar 2019 wurde sie für die Victoires de la Musique in der Kategorie Bühne Révélation nominiert. Sie gewann den Preis am 8. Februar 2019. Am selben Tag erschien eine limitierte Neuauflage des Sainte-Victoire-Albums mit 4 unveröffentlichten Tracks, darunter eine Adaption von Qu'est-ce que t'es belle, die im Duo mit Philippe Katerine und dem Titel Qu'est-ce que t'es beau erschien.
Am 14. Februar 2020 gewann Clara Luciani den Preis Victoires de la Musique in der Kategorie Artiste féminine. 2021 trat sie in der Veranstaltung abermals als Gast mit dem Titel Deshabillez-moi auf, einer Hommage an Juliette Greco.
Am 9. April 2021 wurde mit Le Reste der erste Titel ihres zweiten Studioalbums Coeur veröffentlicht; am 20. Mai 2021 folgte der zweite Titel Amour toujours und am 11. Juni 2021 das Album.

## Bühnenpräsenz
Im Sommer 2018 trat Luciani auf mehreren Festivals (Solidays, Days Off, Francofolies) auf.

## Diskografie

### Studioalben
| Jahr | Titel Musiklabel                   | Höchstplatzierung, Gesamtwochen, AuszeichnungChartplatzierungen (Jahr, Titel, Musiklabel, Platzierungen, Wochen, Auszeichnungen, Anmerkungen) | Höchstplatzierung, Gesamtwochen, AuszeichnungChartplatzierungen (Jahr, Titel, Musiklabel, Platzierungen, Wochen, Auszeichnungen, Anmerkungen) | Höchstplatzierung, Gesamtwochen, AuszeichnungChartplatzierungen (Jahr, Titel, Musiklabel, Platzierungen, Wochen, Auszeichnungen, Anmerkungen) | Anmerkungen                                             | [↑]: gemeinsam behandelt mit vorhergehendem Eintrag; [←]: in beiden Charts platziert |
| Jahr | Titel Musiklabel                   | FR | BEW | CH | Anmerkungen                                             |                                                                                      |
| ---- | ---------------------------------- | --- | --- | --- | ------------------------------------------------------- | ------------------------------------------------------------------------------------ |
| 2018 | Sainte-Victoire Romance Musique    | FR4 ×3Dreifachplatin · (103 Wo.)FR | BEW12 Gold · (241 Wo.)BEW | CH74 (2 Wo.)CH | Erstveröffentlichung: 6. April 2018 Verkäufe: + 310.000 |                                                                                      |
| 2021 | Cœur Romance Musique               | FR1 ×3Dreifachplatin · (… Wo.)FR | BEW1 Gold · (134 Wo.)BEW | CH3 (25 Wo.)CH | Erstveröffentlichung: 11. Juni 2021 Verkäufe: + 310.000 |                                                                                      |
| 2022 | Cœur encore Romance Musique[FR: ↑] | FR1 ×3Dreifachplatin · (… Wo.)FR | BEW13 (16 Wo.)BEW[CH: ↑] | CH3 (25 Wo.)CH | Erstveröffentlichung: 25. November 2022                 |                                                                                      |
| 2024 | Mon sang Romance Musique           | FR3 Gold · (… Wo.)FR | BEW4 (24 Wo.)BEW | CH8 (2 Wo.)CH | Erstveröffentlichung: 15. November 2024                 |                                                                                      |

Weitere Studioalben
- 2019: Sainte-Victoire (Réédition)

### EPs
- 2017: Monstre d’amour

### Singles
| Jahr | Titel Album                             | Höchstplatzierung, Gesamtwochen, AuszeichnungChartplatzierungen (Jahr, Titel, Album, Platzierungen, Wochen, Auszeichnungen, Anmerkungen) | Höchstplatzierung, Gesamtwochen, AuszeichnungChartplatzierungen (Jahr, Titel, Album, Platzierungen, Wochen, Auszeichnungen, Anmerkungen) | Höchstplatzierung, Gesamtwochen, AuszeichnungChartplatzierungen (Jahr, Titel, Album, Platzierungen, Wochen, Auszeichnungen, Anmerkungen) | Anmerkungen                                                          |
| Jahr | Titel Album                             | FR | BEW | CH | Anmerkungen                                                          |
| --- | --------------------------------------- | --- | --- | --- | -------------------------------------------------------------------- |
| 2017 | La grenade Sainte-Victoire              | FR22 Diamant · (63 Wo.)FR | BEW5 (22 Wo.)BEW | — | Erstveröffentlichung: 8. Dezember 2017 Verkäufe: + 333.333           |
| 2018 | La baie Sainte-Victoire                 | FR— GoldFR | BEW38 (4 Wo.)BEW | — | Erstveröffentlichung: 20. Oktober 2018 Verkäufe: + 100.000           |
| 2019 | Nue Sainte-Victoire (Super-édition)     | FR118 Diamant · (29 Wo.)FR | BEW12 (18 Wo.)BEW | — | Erstveröffentlichung: 15. Februar 2019 Verkäufe: + 333.333           |
| 2019 | Ma sœur Sainte-Victoire (Super-édition) | FR151 Gold · (23 Wo.)FR | — | — | Erstveröffentlichung: 18. Oktober 2019 Verkäufe: + 100.000           |
| 2021 | Le reste Cœur                           | FR29 Diamant · (56 Wo.)FR | BEW2 (20 Wo.)BEW | — | Erstveröffentlichung: 9. April 2021 Verkäufe: + 333.333              |
| 2021 | Amour toujours Cœur                     | FR97 Platin · (32 Wo.)FR | BEW10 (24 Wo.)BEW | — | Erstveröffentlichung: 20. Mai 2021 Verkäufe: + 200.000; Promo-Single |
| 2021 | Respire encore Cœur                     | FR44 Diamant · (53 Wo.)FR | BEW12 (20 Wo.)BEW | — | Erstveröffentlichung: 11. Juni 2021 Verkäufe: + 333.333              |
| 2024 | Tout pour moi Mon sang                  | FR94 Gold · (2 Wo.)FR | BEW21 (21 Wo.)BEW | — | Erstveröffentlichung: 20. September 2024 Verkäufe: + 100.000         |
| 2025 | Courage Mon sang                        | — | BEW17 (18 Wo.)BEW | — | Erstveröffentlichung: 7. März 2025                                   |
| Folgende Lieder erschienen nicht als Single, wurden aber durch das Album zum Download und Streaming bereitgestellt und konnten somit eine Platzierung erlangen: |                                         | | | |                                                                      |
| |                                         | | | |                                                                      |
| 2021 | Cœur                                    | FR181 Gold · (1 Wo.)FR | BEW21 (15 Wo.)BEW | — | Verkäufe: + 100.000                                                  |
| 2021 | Tout le monde (Sauf toi) Cœur           | FR199 Gold · (1 Wo.)FR | BEW15 (… Wo.)BEW | — | Verkäufe: + 100.000                                                  |
| 2024 | Interlude Mon sang                      | FR141 (1 Wo.)FR | — | — |                                                                      |
| 2024 | Cette vie Mon sang                      | FR158 (1 Wo.)FR | — | — |                                                                      |

### Gastbeiträge
| Jahr | Titel Album           | Höchstplatzierung, Gesamtwochen, AuszeichnungChartplatzierungen (Jahr, Titel, Album, Platzierungen, Wochen, Auszeichnungen, Anmerkungen) | Höchstplatzierung, Gesamtwochen, AuszeichnungChartplatzierungen (Jahr, Titel, Album, Platzierungen, Wochen, Auszeichnungen, Anmerkungen) | Höchstplatzierung, Gesamtwochen, AuszeichnungChartplatzierungen (Jahr, Titel, Album, Platzierungen, Wochen, Auszeichnungen, Anmerkungen) | Anmerkungen                                                                     |
| Jahr | Titel Album           | FR | BEW | CH | Anmerkungen                                                                     |
| --- | --------------------- | --- | --- | --- | ------------------------------------------------------------------------------- |
| Folgende Lieder erschienen nicht als Single, wurden aber durch das Album zum Download und Streaming bereitgestellt und konnten somit eine Platzierung erlangen: |                       | | | |                                                                                 |
| |                       | | | |                                                                                 |
| 2016 | Avant tu riais Cyborg | FR57 Diamant · (6 Wo.)FR | — | — | Charteinstieg: 9. Dezember 2016 Verkäufe: + 333.333; Nekfeu feat. Clara Luciani |

## Auszeichnungen für Musikverkäufe
| Goldene Schallplatte - Frankreich - 2022: für das Lied Les fleurs - 2024: für das Lied Sad & Slow |

Anmerkung: Auszeichnungen in Ländern aus den Charttabellen bzw. Chartboxen sind in ebendiesen zu finden.
| Land/RegionAuszeichnungen für Musikverkäufe (Land/Region, Auszeichnungen, Verkäufe, Quellen) | Gold       | Platin     | Diamant     | Verkäufe  | Quellen         |
| -------------------------------------------------------------------------------------------- | ---------- | ---------- | ----------- | --------- | --------------- |
| Belgien (BRMA)                                                                               | 2× Gold2   | —          | —           | 20.000    | ultratop.be     |
| Frankreich (SNEP)                                                                            | 8× Gold8   | 7× Platin7 | 5× Diamant5 | 3.216.665 | snepmusique.com |
| Insgesamt                                                                                    | 10× Gold10 | 7× Platin7 | 5× Diamant5 |           |                 |